# Dušan Hejbal
Bp Dušan Hejbal (ur. 16 lipca 1951 w Pradze) – biskup Kościoła Starokatolickiego w Republice Czeskiej, były Zwierzchnik tegoż Kościoła; biskup ordynariusz dla anglikanów w Republice Czeskiej. Członek Międzynarodowej Konferencji Biskupów Starokatolickich. Proboszcz parafii św. Wawrzyńca w Pradze, pracownik naukowy Uniwersytetu Karola w Pradze.

## Życiorys
Dušan Hejbal urodził się w rodzinie rzymskokatolickiej 16 lipca 1951 roku w Pradze. Do Kościoła Starokatolickiego wstąpił w 1968 roku, a następnie rok później rozpoczął studia na Wydziale Teologii Husyckiej Uniwersytetu Karola w Pradze. W 1969 roku był aresztowany za "działalność wywrotową i podważanie sojuszniczych stosunków z ZSRR". W czerwcu 1970 roku został wyświęcony na diakona, a rok później na prezbitera. Po delegalizacji Kościoła Starokatolickiego w Czechosłowacji pracował fizycznie m.in. jako murarz, kierowca tramwaju i sprzedawca. W okresie komunizmu był bliskim i zaufanym współpracownikiem biskupa Augustina Podolaka. W 1980 roku został proboszczem wspólnoty starokatolickiej w Pradze. Od 1981 roku współpracował z zespołem rockowym Dr Max dla którego pisał teksty.
Po aksamitnej rewolucji w kwietniu 1990 roku dokończył przerwane studia i został mianowany wikariuszem generalnym Kościoła, a w lutym 1991 roku został wybrany na biskupa (konsekracja odbyła się w 1997 roku). W 1993 roku rozpoczął pracę na Uniwersytecie Karola w Pradze. Od 2000 roku jest biskupem ordynariuszem dla anglikanów w Republice Czeskiej. W 2007 roku był inicjatorem i opiekunem wspólnoty starokatolickiej na Ukrainie, obecnie opiekuje się wspólnotą starokatolicką w Bratysławie.
W 2015 roku przeszedł na emeryturę. 8 kwietnia 2016 roku wybrano jego następcę, którym został ks. dr Pavel Benedikt Stránský. Jego konsekracja odbyła się 17 lipca 2016 roku w Pradze.